# Shanxi Sports Centre Stadium
El Shanxi Sports Centre Stadium es un estadio de usos múltiples en Taiyuan, Shanxi, China. Actualmente se utiliza principalmente para partidos de fútbol. La arquitectura de las instalaciones es una combinación de motivos tradicionales chinos con la modernidad. Las gradas techadas de tres niveles que rodean la pista de atletismo y el campo tienen capacidad para 62 000 espectadores.  La instalación forma parte de un complejo deportivo, que también incluye, entre otros, polideportivo, velódromo y piscina.